# Richard Blanco
Richard José Blanco Delgado (Caracas, 21 de janeiro de 1982) é um futebolista venezuelano que atua como atacante.
Já foi artilheiro do Campeonato Venezuelano de Futebol.